# Anthony Smith (ur. 1975)
Anthony Smith (ur. 3 kwietnia 1975 w Soissons) – francuski polityk, działacz związkowy i inspektor pracy, poseł do Parlamentu Europejskiego X kadencji.

## Życiorys
Podczas nauki był związany z lewicową organizacją studencką Union nationale des étudiants de France, później został działaczem Powszechnej Konfederacji Pracy. Został zatrudniony jako inspektor pracy w Reims. W kwietniu 2020 został zawieszony i następnie przeniesiony na inne stanowisko po tym, jak zainicjował postępowanie sądowe wobec pracodawcy niezapewniającego pracownikom środków ochrony osobistej w okresie pandemii COVID-19. W 2022 decyzja ta została uznana za niezgodną z prawem, zaś Anthony Smith został przywrócony na poprzednie stanowisko. Poświęcił tej sprawie książkę 918 jours, le combat d'un inspecteur du travail z 2023.
Należał do Rewolucyjnej Ligi Komunistycznej, a następnie do powstałej z jej przekształcenia Nowej Partii Antykapitalistycznej, z której wystąpił w 2011. Z rekomendacji komunistów kandydował do rady miejskiej Reims w 2001, do Zgromadzenia Narodowego w 2002 i do rady regionu Szampania-Ardeny w 2010. W 2020 ubiegał się o mandat radnego Châlons-en-Champagne z listy Ensemble!, a w 2022 o miejsce w niższej izbie parlamentu (z poparciem lewicowej koalicji NUPES). Związał się z ugrupowaniem La France insoumise, z jego listy wyborach w 2024 uzyskał mandat deputowanego do Europarlamentu X kadencji.